# 吴莲枝
吴莲枝（1990年8月4日—），韩国女子拳击运动员，2018年亚洲运动会女子60公斤级金牌得主、2018年世界女子拳击锦标赛60公斤级铜牌得主、2023年世界女子拳击锦标赛60公斤级铜牌得主。